# Freak Like Me
"Freak Like Me" é uma canção do girl group britânico Sugababes. Foi lançado em 23 de abril de 2002 como primeiro single de seu segundo álbum de estúdio, Angels with Dirty Faces (2002). Foi o primeiro single do Sugababes a apresentar Heidi Range, que se juntou ao grupo após a saída de Siobhán Donaghy em junho de 2001. A versão do Sugababes da música usou a edição de rádio da música de Howard ("brotha" é usado em vez de "nigga"). Numan foi creditado como co-escritor da música.
Um remix da música, faturado como "We Do not Give a Damn Mix", aparece no álbum de Richard X, em 2003, Richard X Presents His X-Factor Vol. 1.
O efeito de som apresentado no início é o tom de inserção de moedas do jogo de videogame Frogger de 1981. (O som também foi usado para começar a música "Froggy's Lament", sobre o próprio videogame, no álbum Pacner Man Fever de Buckner & Garcia.)

## Recepção da critica
Em 2012, O The Guardian nomeou "Freak Like Me" como o melhor single número um de 2002. NME elogiou a música como "genial" e afirmou: "se ele chegar ao número um, sorriremos todo o verão. Sim, até mesmo os Críticos". A Billboard, nomeou a canção no número #45 em sua lista de 100 Maiores músicas de grupos femininos de todos os tempos.

## Desempenho do gráfico
Em 22 de abril de 2002, "Freak like Me" foi lançado no Reino Unido. A música tornou-se o primeiro single de Sugababes a estrear no número um no UK Singles Chart, permanecendo no top 10 por quatro semanas. Ele continua sendo um dos singles mais vendidos já lançados pelo grupo, vendendo mais de 275 mil cópias desde a sua versão e sendo certificado de ouro.
Fora do Reino Unido, a música também foi bem sucedida. Enquanto ficou entre os dez primeiros na Irlanda, na Noruega e na Bélgica, a música entrou no top 30 da maioria dos gráficos em que apareceu. Na Austrália, "Freak Like Me" tornou-se o quarto single de Sugababes a entrar no gráfico de singles, atingindo o número 44. Seria o single de gráficos mais baixo na Austrália até o lançamento de "Shape" em 2003.

## Sobre o videoclipe
O videoclipe foi dirigido por Dawn Shadforth e Sophie Muller e foi filmado em Londres. Ele usa a "We Do not Give a Damn Mix" da música, que é mais fiel ao original mash-up. O clipe está configurado em uma estranha boate e atua como uma introdução para a recente adição da nova integrante Heidi Range. Se inicia fora da boate com um homem descendo as escadas, com Keisha Buchanan com um casaco longo, visto apenas por baixo do joelho, saindo de uma porta, sobre o corpo do homem e subindo as escadas. Mutya Buena é vista de pé na escada de frente para a direção onde o homem está mentindo. No interior, eles procuram Range flertando com muitos caras. Ambos chovam rapidamente com ela, e uma briga entre elas segue, o que acaba com Range caindo no chão inconsciente. Um homem tenta ajudá-la, mas Buena o agarra pelo pescoço e o afasta dela. Range acorda novamente logo depois, e tropeça fora do clube com outro homem, onde eles começam a beijar, até que ela de repente morde forte o seu braço. Enquanto isso, Buchanan leva um homem para fora, o levando para um beco escuro, onde eles flertam brevemente, antes que ela o assuste. Buena então vai para fora também, e domina um homem que torce sobre ela. O videoclipe termina com Buchanan e Buena aceitando Range no grupo e dançando com ela na pista. As manifestações de força sobrenatural mostradas ao longo do vídeo e Range mordendo o homem no braço são geralmente entendidas como implicando que as mulheres são, como sugere a música, "vampiras" como "loucas". O ator Julian Morris estrela no video de música como um dos meninos que correm de Buena.

## Performance nas paradas
A canção alcançou o topo das paradas do Reino Unido, sendo assim o primeiro single do grupo na UK Singles Chart a alcançar a posição #1.